# True Combat: Elite
True Combat: Elite (сокр. — TC:E или TC:Elite) — модификация бесплатного сетевого шутера от первого лица Wolfenstein: Enemy Territory. Игра сделана в жанре тактический шутер и реализована для платформ Windows, Linux и Mac. В игре есть защита против читеров PunkBuster.

## Геймплей
Игра является быстро изменяющимся современным тактическим шутером, в котором игроки разделяются на две команды и, используя современное вооружение, уничтожают друг друга (режим игры Bodycount), или одна команда ставит бомбу, а другая должна не дать установить её, или обезвредить, когда её уже установили (режим Objective). Также есть режим с захватом флага — CTF.
Одна из самых известных особенностей — то, что в игре нет перекрестия прицела. Вместо этого используются настоящий прицел оружия (в режиме прицеливания). Оружие может также быть использовано и без прицеливания (режим стрельбы «от бедра»), но с меньшей точностью.
В игре есть две команды: террористы (англ. Terror) и спецназ (англ. SpecOps), которые разделяются на три класса:
- Нападающий (англ. Assault) — имеет доступ к штурмовым винтовкам, дробовикам, пистолету и к одной ручной гранате.
- Разведчик (англ. Recon) — имеет доступ к пистолетам-пулемётам и к дробовику, а также к дополнительному техническому комплекту (вместо световых, дымовых или боевых гранат) и к пистолету.
- Снайпер (англ. Sniper) — имеет доступ к снайперским винтовкам, пистолету и к одной дымовой гранате.

Оружие в игре:
| Пистолеты          | Пистолеты-пулемёты      | Карабины                                            | Штурмовые винтовки                                       | Дробовики           | Снайперские винтовки     |
| ------------------ | ----------------------- | --------------------------------------------------- | -------------------------------------------------------- | ------------------- | ------------------------ |
| Beretta 92         | MAC-10                  | M4A1                                                | M16                                                      | SPAS-12             | HK PSG1                  |
| Glock 17           | MAC-10SD (с глушителем) | M4A1 SOPMOD (с глушителем и коллиматорным прицелом) | АК                                                       | Benelli M3 Super 90 | M-67                     |
| Desert Eagle       | MP5/40                  | АКС-74У                                             | АК-74М «Спецназ» (с глушителем и коллиматорным прицелом) |                     | Blaser R-93              |
| Двойные Beretta 92 | MP5SD                   | АКС74УБ (с глушителем)                              |                                                          |                     | Remington SR8            |
| Двойные Glock 17   | UMP/45                  | SIG-552                                             |                                                          |                     | SPR                      |
|                    |                         |                                                     |                                                          |                     | SIG-550SD (с глушителем) |

## Карты
Игра имеет 6 официальных карт:
- Northport, Ливерпуль, Великобритания;
- Railhouse, Детройт, США;
- Stadtrand, Гамбург, Германия;
- Village, Nikustak, Македония;
- Snow, Камчатка, Россия;
- Delta, IJmuiden, Нидерланды.

Также существует множество любительских карт.